# ガールズ・タイム 〜女の子よ、大志を抱け!〜
『GIRL's TIME -女の子よ、大志を抱け!-』とは、1995年にパルコ劇場、および1996年にシアター・ドラマシティで初演された、宮本亜門総合演出の舞台作品。脚本・大石静、音楽監督・広瀬香美。

## 概要
1995年11月6日から12月14日までパルコ劇場にて初演。1996年2月8日から18日までシアター・ドラマシティでも上演された。同じく宮本亜門による『ボーイズ・タイム』と対になる作品。
ヴァージン・コンプレックス、出産依存症、セックス嫌悪、トランスジェンダー、若年性更年期障害恐怖症、整形願望、王子様願望妄想、初恋相手の死、など、自分ではどうにもならない次元の問題で人生思い通りにいかない現代女性達の苦悩を描いた作品。

## 構成
作品は3部構成。
- 「PART1」は登場人物の「10人のワケありオンナ達」それぞれの事情をコミカルに描きつつ、一人数役を演じる出演俳優たちの早変わりも楽しいコント仕立て。
- 「PART2」は音楽監督でもある広瀬香美のヒット曲に乗せて10人の「GIRLS」が歌い踊る「SHOW TIME」。
- 「PART3」は、クリスマス・イヴの夜、突然停止したデパートのエレベーター内に閉じ込められてしまった「10人のワケありオンナ達」による密室劇。

## キャスト
出演俳優は多種多様な年齢・キャリア・個性を持つ女性10人をオーディションで選考。中にはそれまでパルコ劇場でもぎりのアルバイトをしていて、これが初舞台だという新人（佐々木陽子）もいた。
| 初演       | 再演           |
| ---------- | -------------- |
| 生田智子   | 生田智子       |
| 大島蓉子   | 入絵加奈子     |
| 岡千絵     | 大島蓉子       |
| 佐々木陽子 | 岡千絵         |
| 須藤真里子 | 佐々木陽子     |
| 高谷あゆみ | 瀬戸カトリーヌ |
| 中村亜紀   | 濱田マリ       |
| 林希       | 林希           |
| 樋口沙絵子 | 日永沙絵子     |
| 松本美香   | 三国由奈       |

また、上記10名が名を連ねたユニット・DECAメロン名義で、本作品のテーマソング『恋するギャンブラー』を1995年11月1日にポニーキャニオンよりリリースした。作詞・作曲・編曲：広瀬香美。なお、楽曲を提供した広瀬は同年12月にリリースした自身のアルバム『Love Together』にてセルフカバーをしている。参加ミュージシャンはギター：野村義男、ベース：渡辺英樹、キーボード：田口智治、ドラム：衛藤浩一、音楽アレンジ・演出：米川英之。